# Triancyra aciculata
Triancyra aciculata är en stekelart som beskrevs av Kamath och Gupta 1972. Triancyra aciculata ingår i släktet Triancyra och familjen brokparasitsteklar. Inga underarter finns listade i Catalogue of Life.